# Reinhard Klimmt

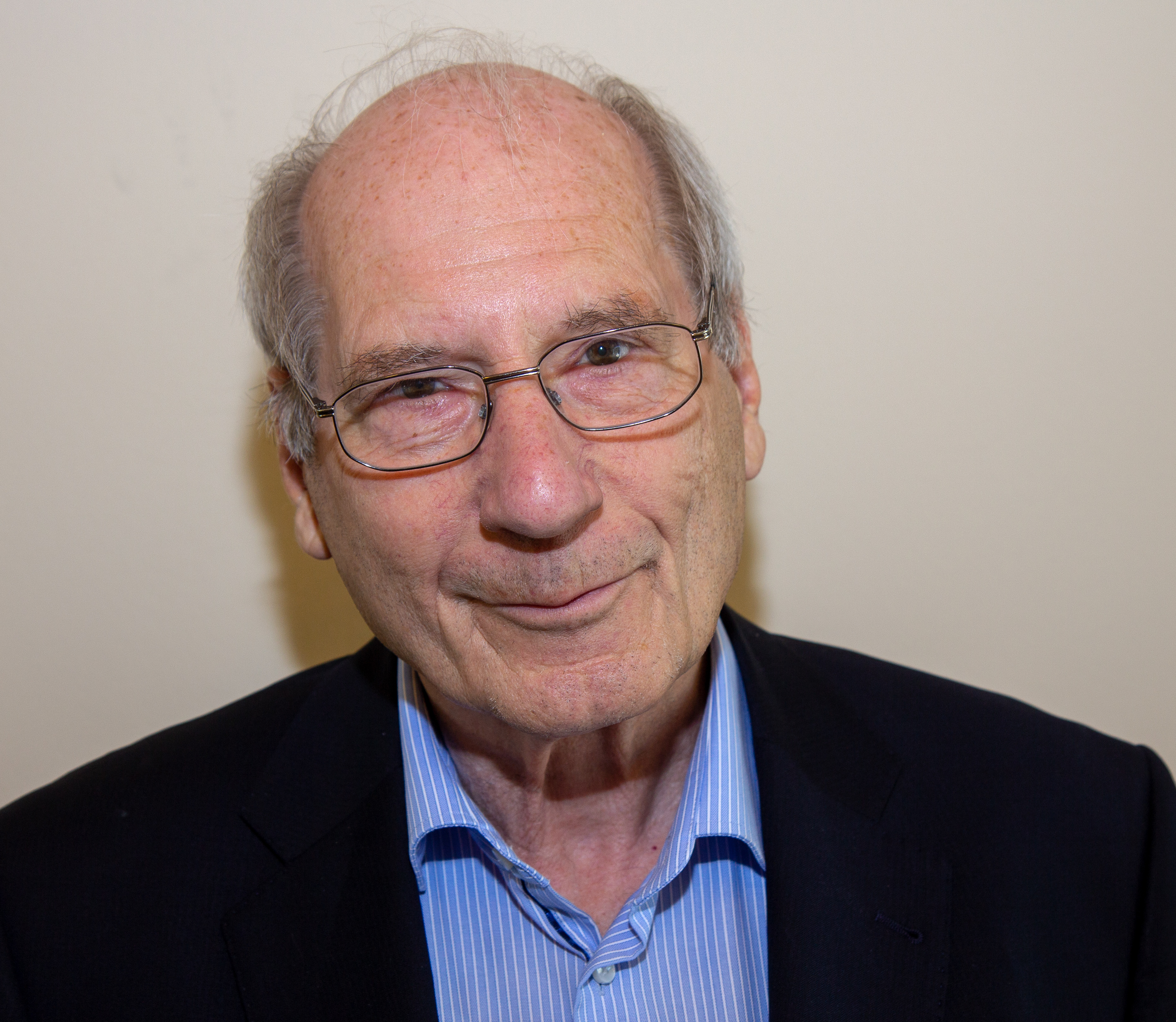
Reinhard Klimmt (2018)

Reinhard Klimmt (* 16. August 1942 in Berlin) ist ein ehemaliger deutscher Politiker (SPD). Er war vom 9. November 1998 bis zum 29. September 1999 Ministerpräsident des Saarlandes und vom 29. September 1999 bis zum 20. November 2000 Bundesminister für Verkehr, Bau- und Wohnungswesen.

## Leben und Wirken
Klimmt wuchs in Engter bei Osnabrück auf, wo sein Vater Dorfschullehrer war. Er machte sein Abitur am Ernst-Moritz-Arndt-Gymnasium in Osnabrück. Dort absolvierte er während seiner Schulzeit am Konservatorium eine Ausbildung als Cellist. Nach dem Abitur studierte er an der Universität des Saarlandes Geschichte.
Klimmt ist als Buchautor und Kolumnist im Bereich Literatur tätig. Er ist verheiratet und hat drei Kinder und vier Enkel. Er ist Mitglied im P.E.N. – Zentrum deutschsprachiger Autoren im Ausland und im Saarländischen Künstlerhaus.

### Sammlung Reinhard Klimmt
Seit mehreren Jahrzehnten sammelt Klimmt traditionelle afrikanische Kunst und trat seit 2002 auch vermehrt als Sammler an die Öffentlichkeit. Die Sammlung „Reinhard Klimmt: Afrika“ wurde an verschiedenen Orten Deutschlands und zuletzt unter Schirmherrschaft von Gerhard Schröder in St. Petersburg in Russland ausgestellt. Kritiker unterstellen, dass die Sammlung Kopien und Fälschungen enthalte, was Klimmt unter Berufung auf Gutachten bestreitet.
Danach fanden die bereits angekündigte Ausstellungen der Objekte in Prag und Luxemburg nicht statt. Im Jahr 2012 wurden einige der Objekte zusammen mit Stücken anderer Leihgeber in Baden-Baden ausgestellt, dabei wurde ausdrücklich darauf hingewiesen, dass die Echtheit der Objekte nicht das zentrale Thema der Ausstellung sei.

## Partei
Klimmt ist Mitglied der SPD seit 1964 und bekleidete eine Vielzahl von Ämtern. In den Jahren 1970 bis 1975 war er Vorsitzender der saarländischen Jungsozialisten, von 1976 bis 1996 Vorsitzender der SPD Saarbrücken. Dem Parteivorstand der SPD gehörte er von 1991 bis 2001 an. Im Jahr 1990 leitete er für Oskar Lafontaine den Bundestagswahlkampf.
Er war von 1979 bis 2002 Mitglied der Medienkommission der Partei, von 1986 war er deren stellvertretender Vorsitzender, von 1990 bis 1999 Vorsitzender. Er war außerdem Mitglied der Grundsatzprogrammkommission, die das Hamburger Programm von 2007 erarbeitete.
Im Jahr 1996 wurde er als Nachfolger von Oskar Lafontaine zum Landesvorsitzenden der SPD Saarland gewählt. Er trat von diesem Amt 2000 in der Konsequenz seines Rücktritts als Bundesverkehrsminister zurück. Seit 2008 ist er Vizepräsident der SaarLorLux-Internationale, einem Zusammenschluss der sozialdemokratischen und sozialistischen Parteien in Lothringen, Luxemburg, der Wallonie, der Deutschsprachigen Gemeinschaft in Belgien, in Rheinland-Pfalz und dem Saarland.

## Abgeordneter
Reinhard Klimmt war in den Jahren 1975 bis 1999 für die SPD Mitglied im Saarländischen Landtag, und hier von 1985 bis 1998 Vorsitzender der Landtagsfraktion der mit absoluter Mehrheit regierenden SPD.
Zwischen 1979 und 1982 war er stellvertretender Vorsitzender der SPD-Fraktion. Seine Schwerpunkte lagen in der Bildungspolitik, vor allem in der Beruflichen Bildung und in der Medienpolitik. Sein besonderes Interesse galt der grenzüberschreitenden Zusammenarbeit mit Frankreich und Lothringen.
Im Zuge der Rotlichtaffäre um Oskar Lafontaine wurden Verbindungen von Klimmt in Rotlichtkreise bekannt. Er habe Kontakt zu Unterweltgröße Hugo Lacour, der wegen bewaffneten Raubüberfalles und wegen Mordes verurteilt ist, unterhalten. So berichtete der Spiegel, Klimmt habe im Jahr 1989 in einem Briefwechsel dem „lieben Hugo“ geschrieben, er habe wegen eines Mordprozesses gegen Lacour mit Justizminister Arno Walter gesprochen und wolle Lacour über den Stand der Dinge auf dem Laufenden halten.

## Öffentliche Ämter
Im Jahr 1998 wurde Klimmt Ministerpräsident des Saarlandes, nachdem Oskar Lafontaine Bundesfinanzminister im Kabinett Schröder I geworden war.
Er regierte mit dem Kabinett Klimmt und war Spitzenkandidat der SPD bei der Landtagswahl am 5. September 1999. Die SPD erhielt 44,4 % der Stimmen (nach 49,4 % bei der Wahl zuvor); die CDU erhielt 45,5 % und 26 der 51 Sitze im Landtag.
Peter Müller (CDU) wurde neuer Ministerpräsident des Saarlandes.
Bundeskanzler Gerhard Schröder berief Klimmt am 29. September 1999 als Bundesminister für Verkehr, Bau- und Wohnungswesen als Nachfolger von Franz Müntefering in sein Kabinett.
Am Abend des 15. November 2000 trat Klimmt als Bundesverkehrsminister zurück. Zuvor hatte das Amtsgericht Trier einen Strafbefehl in Höhe von 90 Tagessätzen (27.000 DM) wegen Beihilfe zur Untreue erlassen, den er annahm. Der Strafbefehl war wegen fragwürdiger Finanzgeschäfte im Rahmen von Klimmts ehrenamtlicher Tätigkeit als Präsident beim Fußballverein 1. FC Saarbrücken erlassen worden. Die Banken hatten dem Verein eine Verlängerung der überstrapazierten Kreditlinien nur unter der Bedingung konzediert, dass Klimmt Präsident des Vereins werden würde, was dieser akzeptierte, da ansonsten der Verein in den Konkurs hätte gehen müssen. Klimmt hatte dann in den ersten Tagen seiner Amtszeit beim 1. FC Saarbrücken von seinem Vorgänger verhandelte Sponsoringverträge mit der Caritas Trägergesellschaft Trier unterschrieben. Klimmt gestand später ein, die Verträge nicht ausreichend geprüft zu haben.
Sein Nachfolger im Amt des Bundesverkehrsministers wurde Kurt Bodewig, zuvor Parlamentarischer Staatssekretär im Bundesverkehrsministerium.
Er ist im Jahr 2016 als Vertreter aus dem öffentlichen Bereich von Kunst und Kultur des Saarlandes in den ZDF-Fernsehrat berufen worden.

## Ehrenämter
- Vorsitzender des Kuratoriums der Studienstiftung Saar
- Vorsitzender des Landesverbandes Saarland im Deutschen Bibliotheksverband (dbv)
- Vorsitzender des Kulturvereins Burbach
- Vorsitzender des Stiftungsrats der Stiftung Demokratie Saarland
- Mitglied des Kuratoriums der Stiftung Situation Kunst, Bochum
- Mitglied im Verlagsbeirat des Gollenstein-Verlags
- Mitglied im ZDF-Fernsehrat[21]

## Ehrungen
- 1991 Medienpreis Goldene Ente der Landespressekonferenz Saar.[22]

## Schriften (Auswahl)
- Auf dieser Grenze lebe ich. Die sieben Kapitel der Zuneigung. Gollenstein, 2004, ISBN 3-935731-47-7.
- Überall und irgendwo. Aus der Welt der Bücher. Gollenstein, 2006, ISBN 3-938823-18-6.
- Habari Afrika, Schönheit und Magie in der Kunst Afrikas. Gollenstein, 2010, ISBN 978-3-938823-70-5.
- mit Werner Matthias Ried: Auf die Schiene mit der Großregion. Für eine Renaissance der Bahn in SaarLorLux. Nomos, 2010, ISBN 978-3-8329-6064-3.
- mit Herbert Günther: Die Molschder 1903 bis 2003, 100 Jahre 1. FC Saarbrücken. 2003.
- Fußball-Liebe. Blattlaus, 2015, ISBN 978-3-930771-98-1.
- Halbe Fünf und ganze Kerle, Das Saarland in den 50er Jahren. Emons, 2014, ISBN 978-3-95451-404-5.
- mit Patrick Rössler: Reihenweise. Die Taschenbücher der 1950er Jahre und ihre Gestalter. 2 Bände. Achilla, Butjadingen/Hamburg/Saarbrücken 2016, ISBN 978-3-00-052234-5.